# Аркадія (фільм, 2024)
«Аркадія» — фентезійна драма 2024 року режисера Йоргоса Зоїса. У головних ролях Анжелікі Папулія та Вангеліс Мурікіс розповідають історію невропатолога Катерини та Янніса, колишнього лікаря, які вирушають на безлюдний морський курорт. Янніса викликали до лікарні маленького містечка, щоб упізнати жертву трагічної аварії.
Фільм, створений спільно грецькими, болгарськими та американськими виробничими компаніями, був відібраний в Encounters на 74-му Берлінському міжнародному кінофестивалі, де його світова прем'єра відбулася 18 лютого 2024 року.

## Опис
Катерина, невропатолог, і Янніс, колишній лікар з хорошою репутацією, їдуть до ізольованого прибережного курорту. Вітряного осіннього дня вони тихо їдуть піщаними пагорбами, що відображає похмуру причину їхньої подорожі: Янніс мав поїхати впізнати тіло жертви смертельної аварії в лікарні маленького містечка. Місцевий поліцейський розповідає їм, що машина загиблого впала з краю кам'яного мосту, і відвозить їх до моргу, де побоювання Катерини підтверджуються. Разом із Яннісом, а також під час її власних нічних візитів до таємничого старомодного пляжного бару «Аркадія», вони починають розплутувати таємницю, розкриваючи моторошну історію про кохання, втрату, прийняття та відпускання.

## Акторський склад
- Вангеліс Мурікіс — Янніс
- Анджелікі Папуля — Катерина
- Олена Топаліду — Вікі
- Ніколас Папагіанніс — Петрос
- Вангеліс Евангелінос — поліцейський
- Астеріос Рімагмос — Нікос
- Евангелія Андреадакі — Деспіна
- Фломарія Пападакі — Данай
- Олена Мавріду — Клеа
- Антоніс Ціоціопулос — Екторас

## Виробництво
Фільм, знятий режисером Йоргосом Зоїсом і написаний у співавторстві з Костянтиною Коцамані, фінансується Болгарським національним кіноцентром, EKOME — Національним центром аудіовізуальних медіа та комунікацій, Грецьким кіноцентром та Єврімаж.
Виробництвом фільму займаються Foss Productions і Homemade Films. Продюсери сказали: «Коли Йоргос Зойс [сценарист і режисер] сказав нам, що хоче створити історію кохання, де любов і втрата співіснуватимуть між реальним і уявним світами, ми одразу зрозуміли, що цей фільм є природним продовженням його роботи, і хотіли підтримати це».

## Покази
Світова прем'єра фільму «Аркадія» відбулася 18 лютого 2024 року в рамках 74-го Берлінського міжнародного кінофестивалю у номінаціїЗустрічі.
У січні Beta Cinema придбала права на продаж фільму перед його світовою прем'єрою на Берлінале.
Вперше фільм показали на 48-му Гонконзькому міжнародному кінофестивалі 5 квітня 2024 року в конкурсі Премія Жар-птиця Молоде кіно.

## Відгуки
Георгі Петков, написавши в Loud And Clear Reviews, оцінив фільм у три з половиною зірки та сказав: «Складний людський зв'язок ховається в дрібницях. Фентезійній драмі вдається витягнути щось суттєве та цінне з фентезійного тропу, який тут м'яко трансформується в пензель, малюючи чисту, стриману картину горя». Ніколас Белл із кінотеатру Ion Cinema оцінив фільм у три з половиною зірки та сказав: «Навіть коли „Аркадія“ робить кілька різких поворотів у дивне, це досить катарсисне бачення знайомого сценарію про прийняття».
Мар'яна Христова, рецензуючи фільм на Берлінале для Cineuropa, написала: «Другий повнометражний фільм Йоргоса Зойса — це таємничий еротичний трилер із психологічними елементами, але поступово переходить у передбачувану (мело)драму стосунків».

## Подяки
Фільм було відібрано для номінації на 37-у церемонію вручення Європейської кінопремії, яка відбудеться 7 грудня 2024 року в Kultur- und Kongresszentrum Luzern у Люцерні.
| Нагорода                              | Дата церемонії   | Категорія                                     | Одержувач   | Результат | Посилання |
| ------------------------------------- | ---------------- | --------------------------------------------- | ----------- | --------- | --------- |
| Берлінський міжнародний кінофестиваль | 25 лютого 2024 р | Нагорода «Золотий ведмідь» за найкращий фільм | Йоргос Зойс | Номінація | [ 14 ]    |